# Сюнай-Сале
Сюна́й-Сале́ (рос. Сюнай-Сале) — селище у складі Ямальського району Ямало-Ненецького автономного округу Тюменської області. Входить до складу Яр-Салинського сільського поселення.
Населення — 442 особи (2010, 404 у 2002).
Національний склад станом на 2002 рік: ненці — 98 %.
Старі назви — Сунейсале, Сюнейсале, Сюхунейсале.